# Ossianovy zpěvy
Ossianovy zpěvy nebo také Básně Ossianovy (1765, The Works of Ossian, the Son of Fingal) je název souborného dvoudílného vydání básní údajného keltského barda Ossiana [ošjen] ze 3. století, které vydal skotský básník James Macpherson jako anglické překlady jím nalezených starých památek gaelské lidové slovesnosti. Dílo, které hluboce ovlivnilo evropskou kulturu a nastupující romantismus na přelomu 18. a 19. století je dnes všeobecně považováno za literární mystifikaci.

## Vznik zpěvů
Kolem roku 1760 se začal Macpherson na podnět přátel zajímat o gaelskou lidovou slovesnost. Sesbíral celou řadu ústních památek a vydal je pod názvem Fragments of Ancient Poetry Collected in the Highlands of Scotland and Translated from the Gaelic or Erse Language (1760, Fragmenty staré poezie sesbírané na skotské Vysočině a přeložené z gaelského neboli irského jazyka). Vydání fragmentů mělo obrovský úspěch, přestože se okamžitě objevily pochybnosti o jejich autentičnosti.

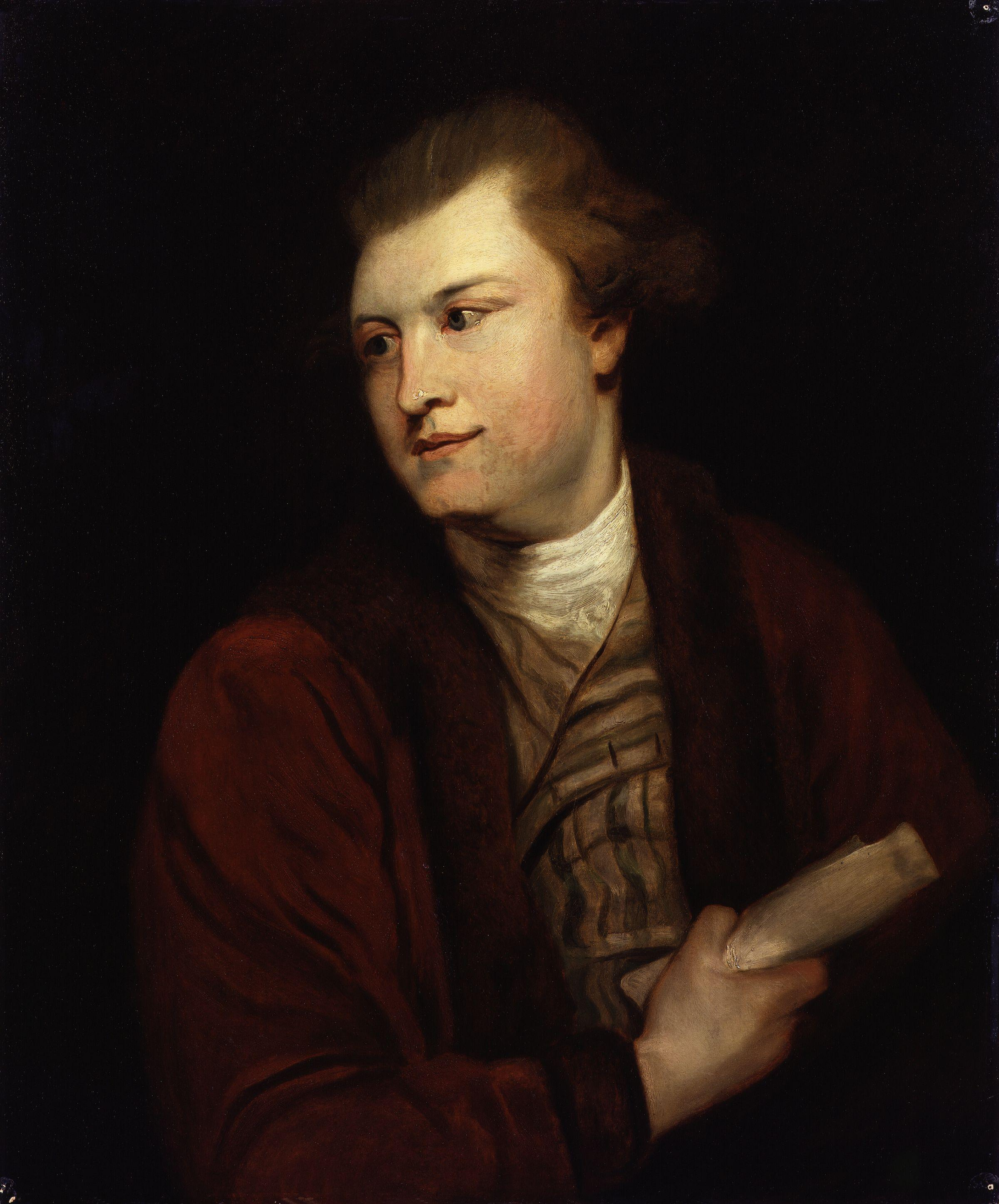
Autor Osianových zpěvů James Macpherson na obraze Joshuy Reynoldse

Povzbuzený Macpherson pokračoval v pátrání po dalších památkách a výsledkem této činnosti bylo vydání dvou eposů v rytmizované próze doplněných  drobnějšími lyricko-epickými skladbami s válečnými a milostnými motivy, a to Fingal (1761) a Temora (1763), o kterých tvrdil, že jde o překlad děl keltského slepého básníka Ossiana ze 3. století. Souborné dvoudílné vydání všech těchto básní vyšlo roku 1765 s názvem The Works of Ossian, the Son of Fingal, in two volumes. Translated from the Gaelic language by James Macpherson (Díla Ossiana, syna Fingala, ve dvou dílech. Přeloženo z gaelského jazyka Jamesem Macphersonem) s předmluvou skotského duchovního  a profesora rétoriky na Edinburské univerzitě Hugha Blaira, který poté, co byly básně označeny za padělky, jejich pravost obhajoval.
Roku 1773 vydal Macpherson tento soubor básní pod novým názvem The Poems of Ossian. A new edition, carefully corrected, and greatly improved (Básně Ossianovy, nové pečlivě opravené a velmi vylepšené vydání). Jde vlastně o čtvrté vydání souboru, ve kterém byly mimo jiné doplňkové básně jinak uspořádány.

## Obsah a forma zpěvů

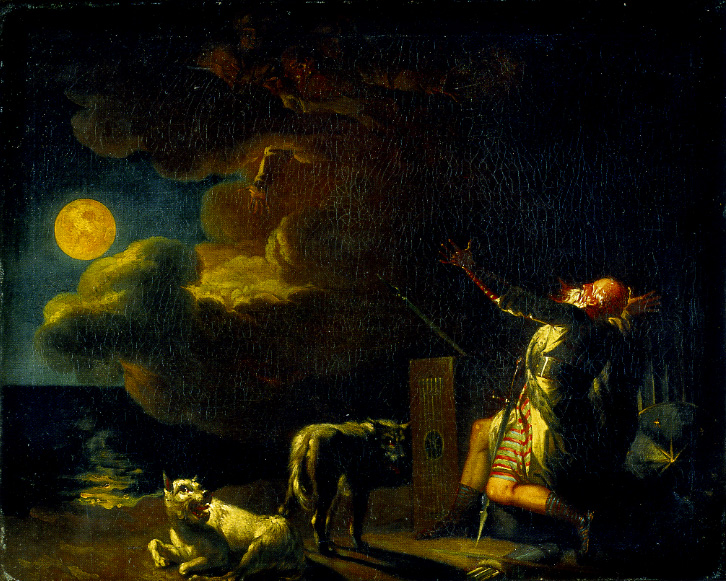
Fingal na obraze Nicolaie Abrahama Abildgaarda z roku 1778

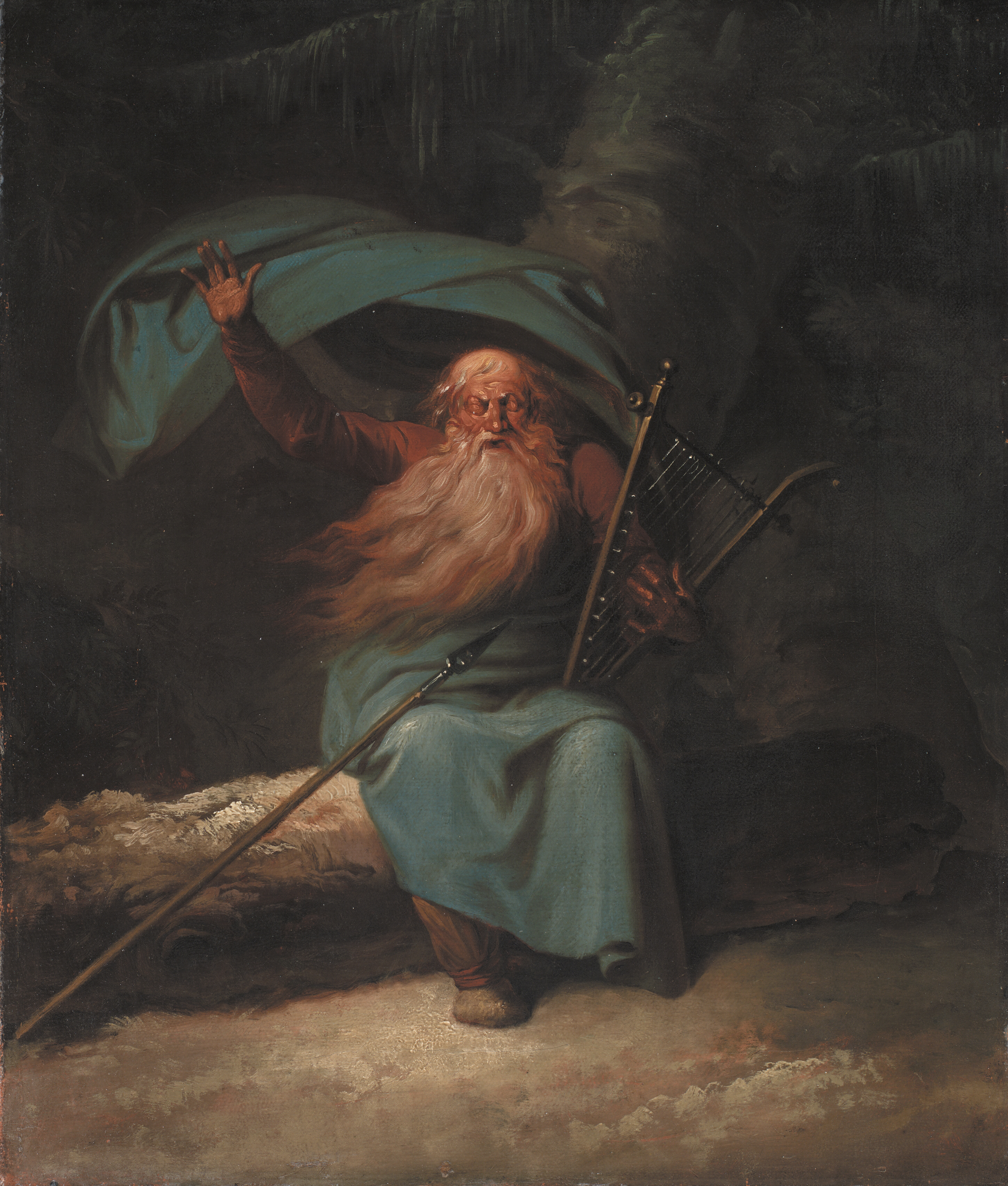
Zpívající Ossian na obraze Nicolaie Abrahama Abildgaarda vytvořený kolem roku 1780

Dílo vzniklo spojením dvou dříve samostatně vydaných knih údajně Macphersonem do angličtiny přeložených básní připisovaných Ossianovi, z nichž každá tvoří samostatný díl dvoudílného souborného vydání.
- První díl: Fingal: An Ancient Epic Poem in Six Books: Together with Several other Poems by Ossian (Fingal, starobylá epická báseň v šesti knihách, spolu s několika dalšími básněmi od Ossiana). Hlavní dějovou linií je tažení skotského krále Fingala do Irska na pomoc poručníku nezletilého krále Cormaka Cuchullinovi (vzorem pro něho byl irský mytologický hrdia Cúchulainn) proti lochlinskému (skandinávskému) králi Swaranovi. K doprovodným básním patří dramatická báseň Comala a dále The War of Caros (Válka s Carosem), The War of Inis-Thora (Válka inisthorská), Battle of Lora (Bitva na Loře), Conlarth and Cuthona (Conlarth a Cuthona), Carthon, The Death of Cuthullin (Smrt Cuchullinova), Darthula, Temora, Carric-thura, The Song sof Selma (Zpěvy selmské), Cathon and Colmal (Cathon a Colmal), Lathmon, Oithona, Croma a Berrathon.
- Druhý díl: Temora, an Ancient Epic Poem, in Eight Books: Together with Several other Poems composed by Ossian, the Son of Fingal (Temora, starobylá epická báseň v osmi knihách, spolu s několika dalšími básněmi složenými Ossianem, synem Fingala). Epos, který získal své jméno podle názvu královského paláce prvních irských králů (historická Tara), vypráví o dalším tažení krále Fingala do Irska, tentokrát proti Cairbarovi, který se po Cuchullinově smrti neprávem zmocnil vlády, oslavuje Fingalovo vítězství, popisuje hrdinskou smrt Ossianova syna Oscara a je také doplněn dalšími lyrickoepickými skladbami Cathlin of Clutha (Cathlin z Cluthy), Sulmalla of Lumon (Sulmalla z Lumonu), Cath-loda, Oina-morul a Colna-dona.[2]

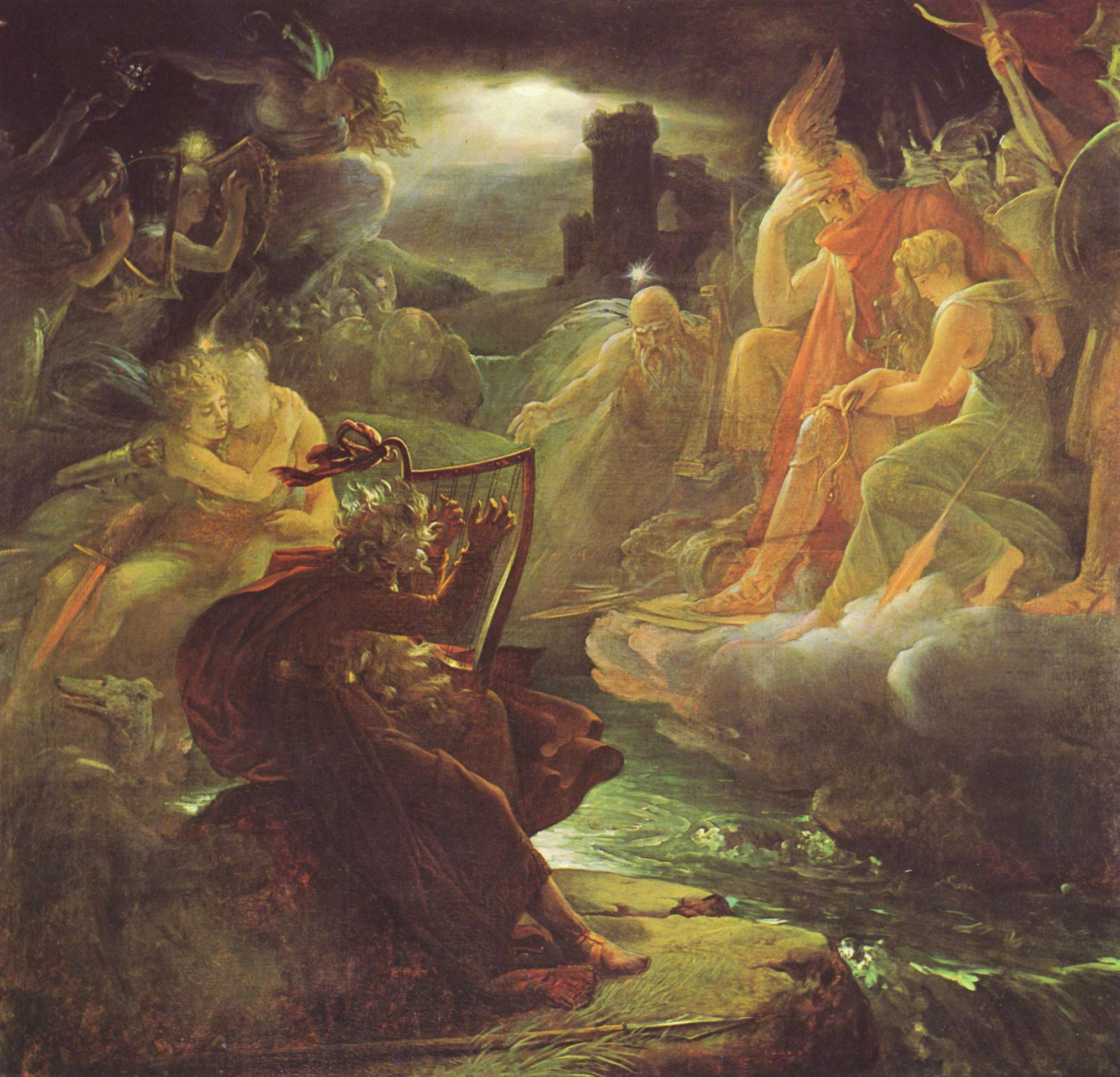
Ossian, obraz Françoise Gérarda z roku 1801

Hlavními postavami, které v básních vystupují, jsou skotský král Fingal, velmi volně založený na irském mytologickém hrdinovi Fionnovi mac Cumhaillovi, jeho syn Ossian (založený na Fionnově synovi Oisínovi) a syn Ossiana Oscar, který má rovněž svůj irský mytologický protějšek. Ossian vypráví příběhy jako starý a slepý bard, o kterého se stará po Oscarově smrti Oscarova nevěsta Malvína. Fingal je králem oblasti jihozápadního Skotska, která je pravděpodobně podobná historickému království Dál Riata. Vzorem pro Cuchullina byl irský mytologický hrdina Cúchulainn. Římský císař je nazýván králem světa a v básních jsou zmínky o různých historických římských osobnostech ze 3. století, jako byl císař Caracalla (syn krále světa Caracul z písně Comala) nebo důstojník římského námořnictva Carausius (Caros, král lodi).
Předpokládané originální básně jsou přeloženy do poetické prózy s krátkými a jednoduchými větami. Každá báseň je uvedena stručným komentářem, který navozuje tak atmosféru serióznosti. Zároveň obsahově slouží pro překonání záměrné fragmentárnosti vyprávění, jež vzbuzuje dojem nedochovanosti. Neobsahují také žádný jednotící příběh. Jednotlivé básně jsou k sobě přiřazovány bez gradace jako stejnorodé události. Popisují nehybný svět neustálých bitev, soubojů a nešťastných lásek, přičemž příčiny svárů jsou jen málo vysvětleny. Souvislosti mezi jednotlivými příběhy nejsou příliš jasné, ačkoliv v nich často vystupují stejní hrdinové. O náboženství, kultuře nebo společenských pravidlech je uvedeno jen málo informací. Krajina je reálnější než lidé, kteří ji obývají. Je utopena ve věčné mlze, osvětlená mdlým sluncem nebo efemérními meteory. Obraz minulosti je prostoupen nostalgií a na Ossianův svět je pohlíženo jako na svět hynoucí a v čase pomíjivý.

## Spory o pravost

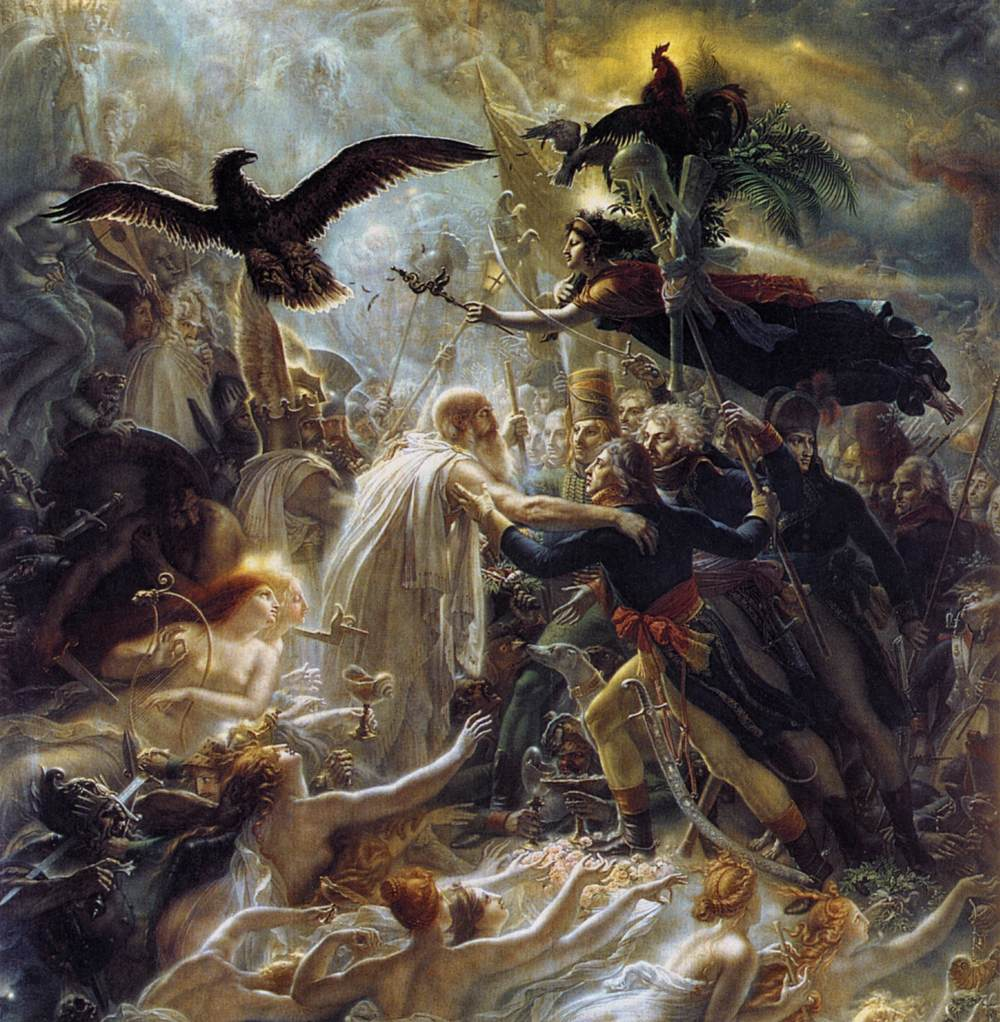
Ossian přijímá duchy francouzských hrdinů do Odinova ráje, obraz Giderota-Triosona z roku 1801.

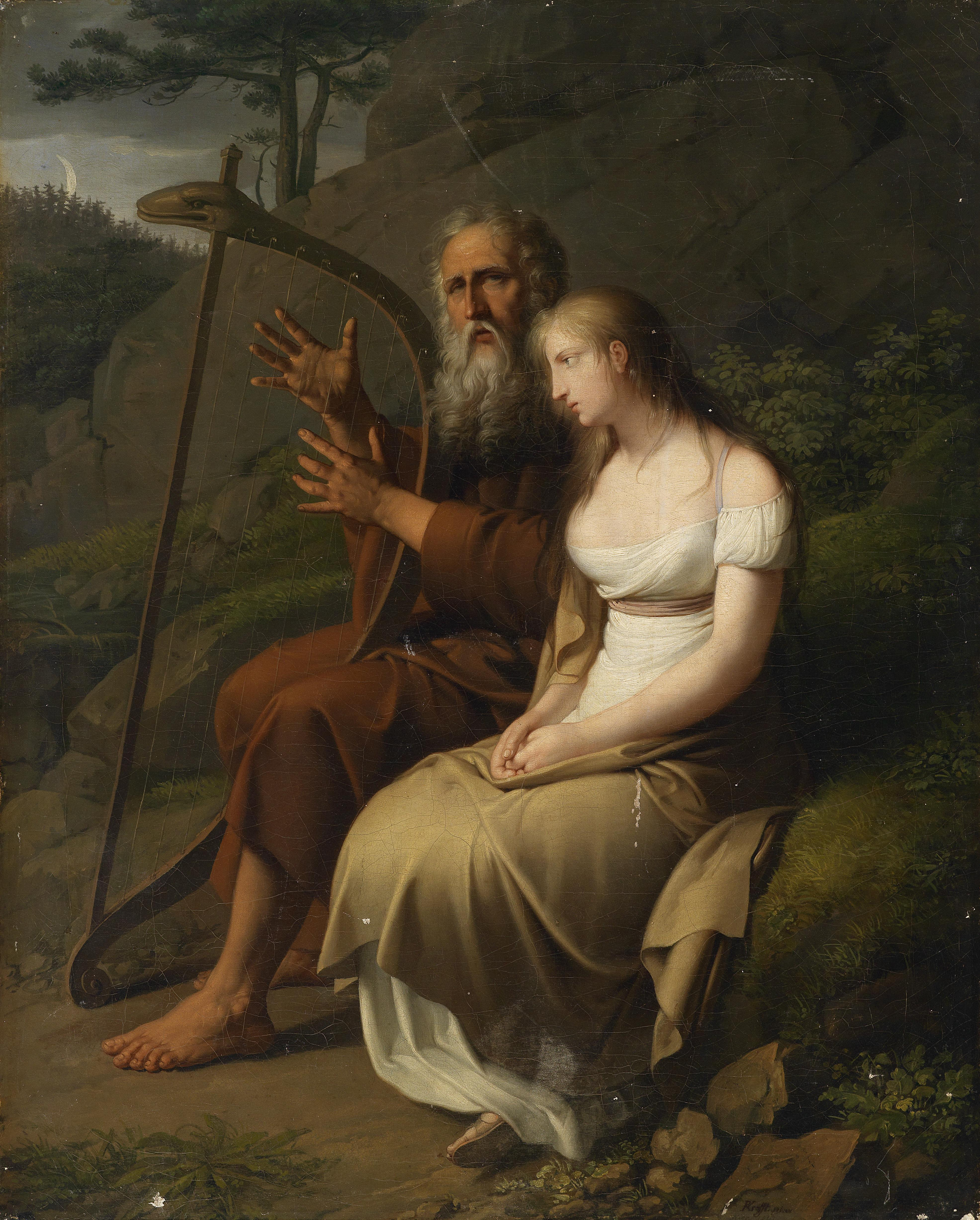
Ossian a Malvína na obraze Johanna Petera Krafta z roku 1810

Spory o pravosti Macphersonem vydaných památek staré gaelské lidové slovesnosti se objevily hned po vydání Fragmentů staré poezie roku 1760 a po uveřejnění eposů Fingal a Temora se přiostřily, zvláště když Macpherson neuveřejnil originální zdroje s tím, že vydavatel požadoval pouze anglický překlad. Stály za nimi nejen literární důvody, ale i řevnivost mezi Angličany a Skoty a také to, že Irové odmítali skotský původ básní. Tyto spory o tom, zda básně jsou založeny na zdrojích irských či skotských, na ústní tradici nebo na gaelských rukopisech pokračovaly celou řadu let.
Především anglický básník a literární kritik Samuel Johnson byl přesvědčen, že Macpherson je podvodník, že možná našel jen fragmenty starých textů a na jejich základě vytvořil vlastní dílo, které je tedy padělkem. Rovněž napadl kvalitu básní s tím, že by je mohlo vytvořit mnoho mužů, žen i dětí. Na podporu svého tvrzení Johnson také nazval gaelštinu hrubou řečí barbarského lidu a tvrdil, že v ní nejsou napsány žádné rukopisy starší než sto let. Bylo mu však prokázáno, že existují gaelské rukopisy staré přes pět set let.
Skotský duchovní a profesor rétoriky na Edinburské univerzitě Hugh Blair se zase v roce 1763 pokusil ve svem díle 'A Critical Dissertation on the Poems of Ossian (Kritická disertace o Ossianových básních) vědeckými argumenty vyvrátit Johnsonovu kritiku. Tato práce bývá od roku 1765 zahrnuta v každém vydání Ossiana.
Autentičnost Ossianových zpěvů zpochybnil také irský antikvář a znalec gaelštiny Charles O'Conor ve druhém vydání své knihy Dissertations on the ancient history of Ireland (Disertace o staré historii Irska) v nově přidané kapitole Remarks on Mr. MacPherson's translation of Fingal and Temora (Poznámky k MacPhersonově překladu Fingala a Temory). V roce 1775 rozšířil svou kritiku ve své nové knize Dissertation on the origin and antiquities of the antient Scots.

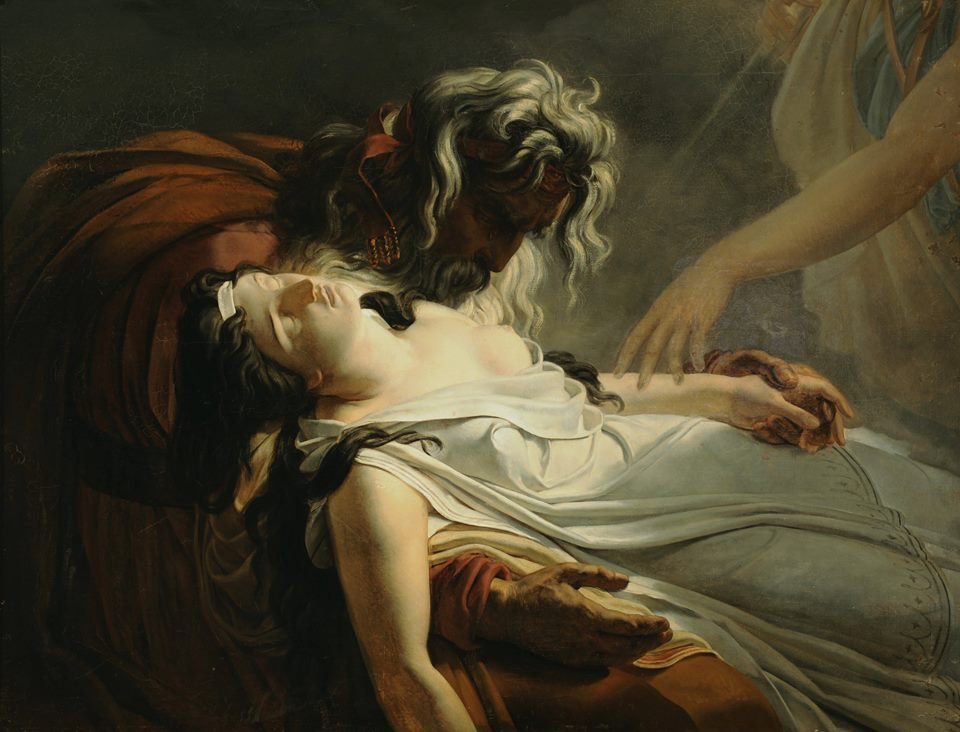
Smrt Malvíny, obraz Aryho Scheffera z roku 1811

Po Macphersonově smrti byla vytvořena komise, aby celou věc důkladně prozkoumala. Ta roku 1804 došla k tomu, že Macpherson velmi volně vycházel ze skotských pověstí a že tedy Ossianovy zpěvy jsou umělé ohlasy skotské lidové poezie. Tento názor byl ještě potvrzen vydáním „originálů“ zpěvů roku 1807 z Macphersonovy pozůstalosti. Množství chyb a anachronismů v textech dovedlo odbornou veřejnost k závěru, že se jedná pouze o Macphersonův přepis jeho „překladu" do gaelštiny a že tudíž žádné originální rukopisy neexistují.
V roce 1952 dospěl skotský literární vědec, akademik a básník Derick Thomson k závěru, že Macphersonovi se podařilo nasbírat irské a skotské gaelské balady a pověsti, které pak přepracoval do velkého vlastního eposu, tudíž že jde o ohlasovou poezii. Tyto poznatky Thomson publikoval v přelomové studii The Gaelic Sources of Macpherson's Ossian (1952). Tomu odpovídá především první díl zpěvů, při jehož psaní se Macpherson ještě opíral o staré vzory, s největší pravděpodobností především o nejstarší dochovaný skotský rukopis v gaelštině známý jako Book of the Dean of Lismore (1512, Kniha děkana z Lismore). Pro básně druhého dílu to tak již zcela neplatí, ty jsou většinou zcela Macphersonovým dílem, i když s četnými reminiscencemi na své předlohy.

## Ohlasy

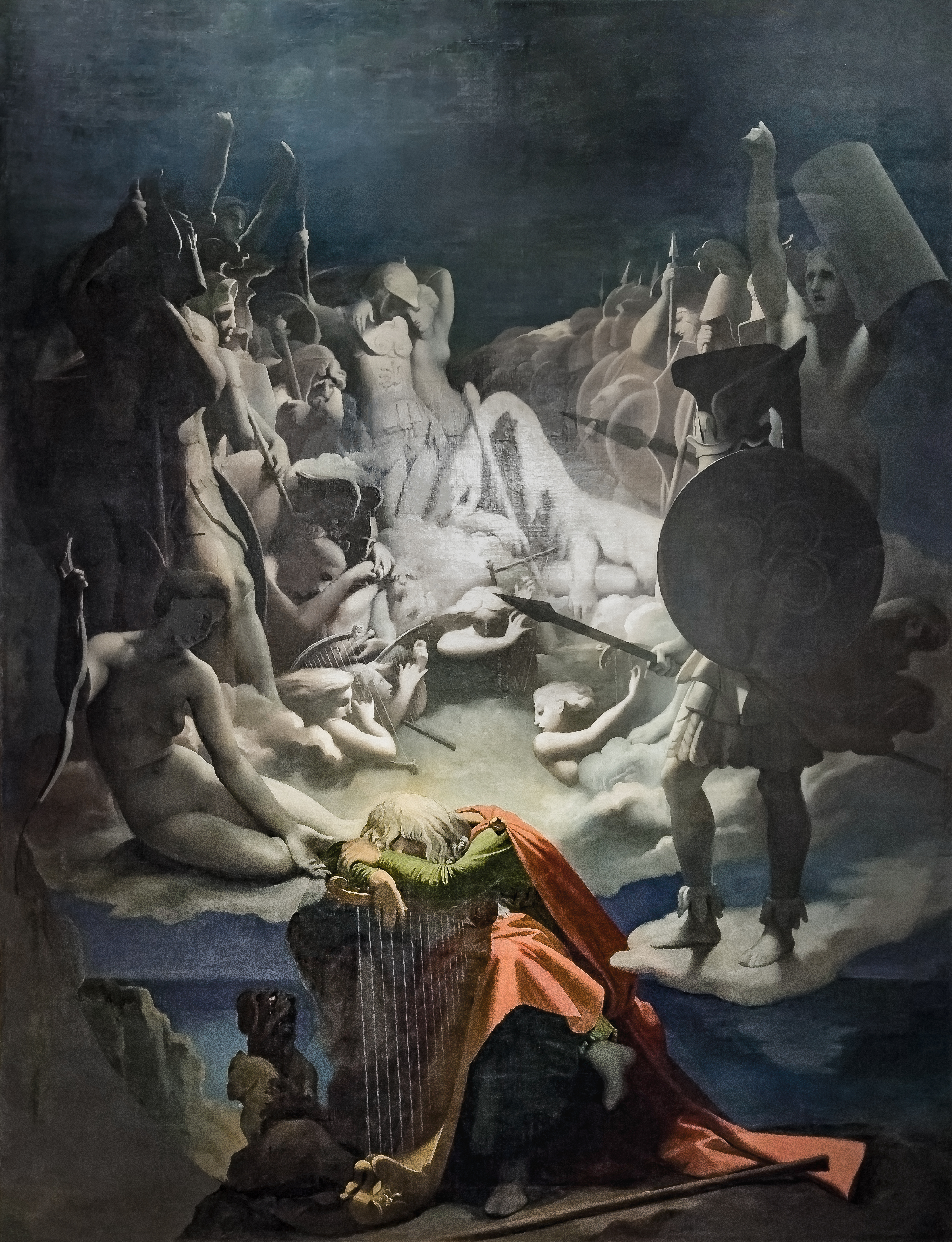
Ossianův sen, Ingresův obraz z roku 1813.

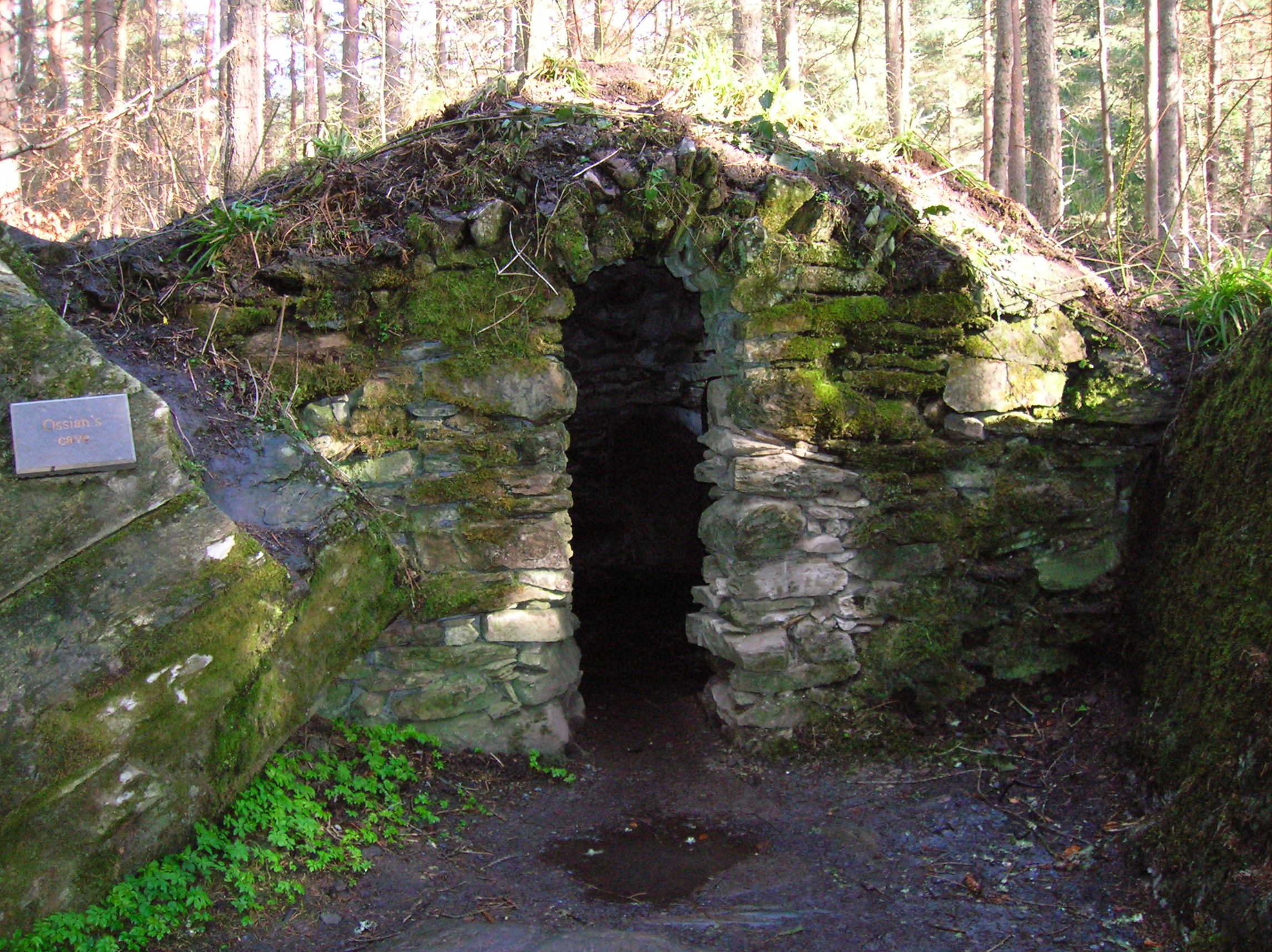
Uměle vytvořená Ossianova jeskyně (18. století) v Ermitáži (The Heritage) v lesním parku Tay Forest Park poblíž Dunkeldu

Ossianovy zpěvy sehrály významnou roli v procesu nastupujícího romantismu. Vyjadřují jeho nové životní pocity (stesk, zádumčivost, melancholii, tajemnost, vědomí zmarněné velké minulosti, nedosažitelnost ideálu), a to navíc v novém objevném uměleckém tvaru (fragmentárnost, zatlačení děje do pozadí reflexemi a stylistickými prostředky jako je například exklamace), měly proto veliký mezinárodní úspěch. Byly přijímány jako výtvor severského génia označovaného za „Homéra Severu“ a nadchly a inspirovaly například Goetha, Schillera, Herdera, Chateaubrianda nebo Waltra Scotta. Obdivoval je Napoleon, Denis Diderot, Thomas Jefferson nebo maďarský básník Sándor Petőfi.
Byly přeloženy do celé řady jazyků. Epos Fingal byl přeložen do francouzštiny již roku 1762 a do italštiny roku 1763. V letech 1768–1769 vyšel celý soubor v němčině, a tento překlad se stal inspirací pro německé básníky Klopstocka a Goetheho, jehož vlastní německý překlad Zpěvů selmských je obsažen ve vrcholné scéně jeho románu Utrpení mladého Werthera (1774). Další úplný překlad byl italský z roku 1772 a francouzský z roku 1877. Některé básně přeložil roku 1793 do polštiny Ignacy Krasicki a následovalo mnoho dalších. První český překlad několika básní je z roku 1817 od Františka Palackého, první české knižní vydání výboru je z roku 1827.
Ossianovy zpěvy inspirovaly k vlastní tvorbě také mnohé malíře (především romantické), například Nicolaie Abrahama Abildgaarda, Giderota-Triosona, Johanna Petera Krafta, Aryho Scheffera, Françoise Gérarda nebo Jeana Augusta Diminiqua Ingrese. Autorem Ossianovy busty je skotský sochař Alexander Stoddart.
Velký úspěch sklidila opera Ossian, ou Les bardes francouzského skladatele Jeana-Françoise Le Sueura z roku 1804, jejíž libreto je založeno na básni Cathon a Colmal. Na text Zpěvů složil v roce 1846 Niels Gade kantátu pro sóla, sbor a orchestr s názvem Comala.
Obrovský ohlas zpěvů poté, co bylo stále více zřejmější, že jde o literární mystifikaci, postupně opadal a jejich estetický význam začal být neprávem podceňován, a to dokonce i od lidí, kteří zpěvy nejprve vychvalovali. Odhalení toho, že jde o padělek, ale inspirovalo v dalších zemích obdobné mystifikační pokusy kladoucí si za cíl umělé doplňování chybějící tradice (například Rukopis královédvorský a zelenohorský, Velesova kniha a další). Znamenaly rovněž mimořádný podnět pro rozvoj české prózy. Pod jejich vlivem napsal Josef Linda svůj román Záře nad pohanstvem a ovlivnily rovněž českého novoromantického básníka Julia Zeyera natolik, že roku 1885 napsal epos Ossianův návrat.

## České překlady a vydání
- První český překlad několika zpěvů pořídil roku 1817 František Palacký a uveřejnil je v Prvotinách pěkných umění, což byla literární příloha k c. k. Vídeňským novinám.[15]
- František Ladislav Čelakovský přeložil roku 1826 báseň Carthon doprovázející epos Fingal.[6]
- Ossianovy básně dlé přeloženj anglického Jak. Macphersona, Praha: Jozefa Fetterlowá z Wildenbrunu 1827, přeložil Josef František Hollmann, jedná se o výbor z prvního díla souborného vydání obsahující epos Fingal a dvě z doprovodných básní Smrť Kuthulinowa a Darthula.
- Překlady několika básní uveřejnil Jaroslav Vrchlický ve své knize Moderní básníci angličtí, Praha: Josef R. Vilímek 1898.
- Básně Ossianovy, Praha: Jan Otto 1903, přeložil Josef Baudiš, výbor obsahující doprovodné básně Cath-loda, Comala, Carric-thura, Carthon, Oina-morul, Colna-dona, Oithona, Croma, Calthon a Colmal, Válka s Carosem, Cathlin z Cluthy. Sulmalla z Lumonu, Válka inisthorská a Zpěvy selmské.
- Ossianův návrat, Julius Zeyer napsal parafrázi.
- Ossianův návrart Vladimír Hulpach, převyprávění keltských legend pro mládež.